# مبانی مدرن فیزیک
مبانی مدرن فیزیک یا مبانی نوین فیزیک (Foundations of Physics) به معنای رشته و شاخه‌ای تحقیقاتی از فیزیک مدرن برای یافتن مبانی در فیزیک (در معنای عام) بر اساس فیزیک مدرن (و پیشرفت های نوین آن) است. مبانی مدرن فیزیک یک شاخه تحقیقاتی دانشگاهی پر مباحثه (و حاوی مباحثاتی جنجالی،‌اما علمی) پدیدار شده در فیزیک جدید است،‌ که در صدد ایجاد مبانی جدید و مدرنی برای مفاهیم پایه در فیزیک است،‌ و حل تناقضات ریاضی و تفسیری آن.
از طرفی به تناقضات ایجاد شده می‌پردازد که در آخرین و مدرن ترین صورتبندی های ریاضی در فیزیک مدرن، پدیدار شده‌اند. همچنین حل تناقضات ریاضی و تفسیری کنونی آن.
از سوی دیگر،‌ مبانی مدرن فیزیک، به تفسیر این فرمول بندی ها میپردازد. بحث هایی مانند علیت،‌ زمان، برگشت پذیری، محلیت (لوکالیتی)، realism، درهم تنیدگی کوانتمی و غیره، و مکتب های مختلف آنها می‌پردازد.
منظور از مبانی مدرن فیزیک،‌ یک بحث و شاخه ی خاص از فیزیک مدرن است،‌ که مقالات و کنفرانس های خود را دارد. موضوع اصلی آن بحث در مورد تناقضاتی است که بین فرمول بندی های اصلی و اساسی فیزیک،‌مخصوصا نسبیت عام اینشتین،‌و تفسیر کپنهاکی وجود دارد. مبانی مدرن فیزیک (Foundations of Physics) با عنوان (Fundamentals of Physics)،‌ مثلا عناوین کتاب هایی از قبیل فیزیک هالیدی (مبانی فیزیک (کتاب)) یا «مبانی فیزیک نوین» (وایدنر و سلز)، که مبانی فیزیک (Fundamentals of Physics) را آموزش میدهند اشتباه نشود.
تعدادی از مباحث مهم در مبانی مدرن فیزیک: تعریف زمان، برگشت پذیری، محلیت (لوکالیتی)، ناموضعیت، realism، درهم‌تنیدگی کوانتومی، ماهیت عدم قطعیت کوانتمی، ماهیت اندازه‌گیری در مکانیک کوانتومی، تعبیر هنگردی اینشتین، نظریه متغیر پنهان، مکانیک بوهمی.

### پارادوکس ها
از پارادوکس هایی که رشته و شاخه‌ی تحقیقاتی مبانی مدرن فیزیک به آن می‌پردازد، میتوان این موارد را نام برد: پارادوکس ویگنر،‌ EPR، برگشت ناپذیری و غیر خطی نبودن اندازه‌گیری در مکانیک کوانتومی،‌ ناموضعیت در درهم‌تنیدگی کوانتومی،‌ ماهیت تصادفی بودن در عدم قطعیت کوانتمی و غیره.